# Crabbea migiurtina
Crabbea migiurtina là một loài thực vật có hoa trong họ Ô rô. Loài này được (Chiov.) Thulin mô tả khoa học đầu tiên năm 2006 publ. 2007.